# Josep Montserrat Vergés
Josep Montserrat Vergés (Reus 13 d'abril de 1856 - 4 de novembre de 1913) va ser un industrial i comerciant reusenc.
Era fill de Joan Montserrat, de Vilanova i la Geltrú i de Marina Vergés, de Reus, i germà de l'arquitecte maçó Joan Montserrat Vergés. Tenia una indústria de pastisseria establert als Quatre Cantons (era el nom popular de la cruïlla entre els carrers de les Galanes, la Presó i Santa Anna), vora la plaça del Mercadal, amb molt de prestigi dins de la vida comercial reusenca. Va ser nomenat comptador de la Junta del Pantà de Riudecanyes.
L'any 1913 es va presentar a les eleccions municipals en una anomenada «Candidatura Patriòtica», que es negava, enfrontada amb els lerrouxistes i els possibilistes, a la concessió durant cinquanta anys de tots els drets d'explotació als senyors Caballé i Goyeneche que havien presentat un projecte de portada d'aigües a la ciutat, quan en aquell moment ja s'estava construint el Pantà de Riudecanyes. La Candidatura patriòtica estava recolzada pels sectors de la burgesia reusenca, que encara que llunyans ideològicament necessitaven recolzar les inversions fetes en la construcció del nou pantà. Entre els partidaris de Josep Montserrat hi havia el diari Foment, portaveu del Foment Nacionalista Republicà, i el Diario de Reus, d'ideologia monàrquica conservadora. Josep Montserrat i Vergés, president de la Cambra de Comerç, va encapçalar la candidatura. Els seus enemics polítics, a través de la premsa, sobretot el setmanari El Consecuente i el diari Las Circunstancias, van publicar uns articles on l'acusaven de que la seva indústria s'abastia d'aigua a través d'un conducte clandestí, i que no pagava cap factura. L'acusació el va trasbalsar de tal manera que li va provocar una afecció cardíaca que li va causar la mort el 4 de novembre de 1913. Havia estat president de la Cambra de Comerç del 22 de gener de 1905 fins al mateix dia de la seva mort.